# Луиза Албертина фон Шьонбург-Хартенщайн
Луиза Албертина фон Шьонбург-Хартенщайн (на немски: Louise Albertina von Schönburg-Hartenstein; Louise Albertine von Schönburg-Waldenburg; * 9 март 1686, Валденбург; † 7 декември 1740, Утфе, днес в Хунген, Хесен-Гисен) е графиня от Шьонбург-Хартенщайн и чрез женитба графиня на Золмс-Лаубах-Утфе и Текленбург.

## Произход
Тя е дъщеря на граф Ото Лудвиг фон Шьонбург-Хартенщайн (1643 – 1701) и съпругата му графиня София Магдалена фон Лайнинген-Вестербург (1651 – 1726), дъщеря на граф Георг Вилхелм фон Лайнинген-Вестербург (1619 – 1695) и графиня София Елизабет фон Липе-Детмолд (1626 – 1688).

## Фамилия
Луиза Албертина фон Шьонбург-Хартенщайн се омъжва на 10 ноември 1703 г. във Вилденфелс за граф Карл Ото фон Золмс-Лаубах-Утфе и Текленбург (* 13 септември 1673; † 16 февруари 1743), третият син на граф Йохан Фридрих фон Золмс-Барут-Вилденфелс (1625 – 1696) и графиня Бенигна фон Промниц (1648 – 1702). Те имат 18 деца:
- Карл Лудвиг (1704 – 1762)
- Луиза Шарлота (1705 – 1781)
- София Магдалена Бенигна (1707 – 1744), омъжена на 9 март 1726 г. в Утфе за княз Фридрих Вилхелм фон Золмс-Браунфелс (1696 – 1761)
- Фридерика Луиза (1708 – 1714)
- Ердмута Хенриета (1709 – 1791)
- Фридрих Ото (1710 – 1710)
- Албертина (1711 – 1773)
- Елеонора (1712 – 1712)
- Ото (1713 – 1714)
- Вилхелм Фридрих (1715 – 1715)
- Йохан Фридрих (1717 – 1717)
- дъщеря (1717)
- Хайнрих Ернст (1718 – 1718)
- Христиан Ви (1719 – 1720)
- Фердинанд Фридрих (1721 – 1723)
- Вилхелмина (1723 – 1773), омъжена на 4 май 1744 г. в Утфе за граф Вилхелм Хайнрих фон Шьонбург-Лихтенщайн (1714 – 1750)
- Августа (1724 – 1724)
- Елизабет Фридерика (1725 – 1758), омъжена на 26 май 1751 г. за Л.Ф. фон Лингелсхайм